# Afternoons in Utopia
Afternoons in Utopia – drugi album studyjny grupy Alphaville, wydany w 1986 roku.

## Spis utworów
1. "I.A.O." – 0:42
2. "Fantastic Dream" – 3:56
3. "Jerusalem" –  4:09
4. "Dance with Me" –  3:59
5. "Afternoons in Utopia" – 3:08
6. "Sensations" – 4:24
7. "20th Century" – 1:25
8. "The Voyager" – 4:37
9. "Carol Masters" – 4:32
10. "Universal Daddy" – 3:57
11. "Lassie Come Home" – 6:59
12. "Red Rose" – 4:05
13. "Lady Bright" – 0:43